# Nawozak

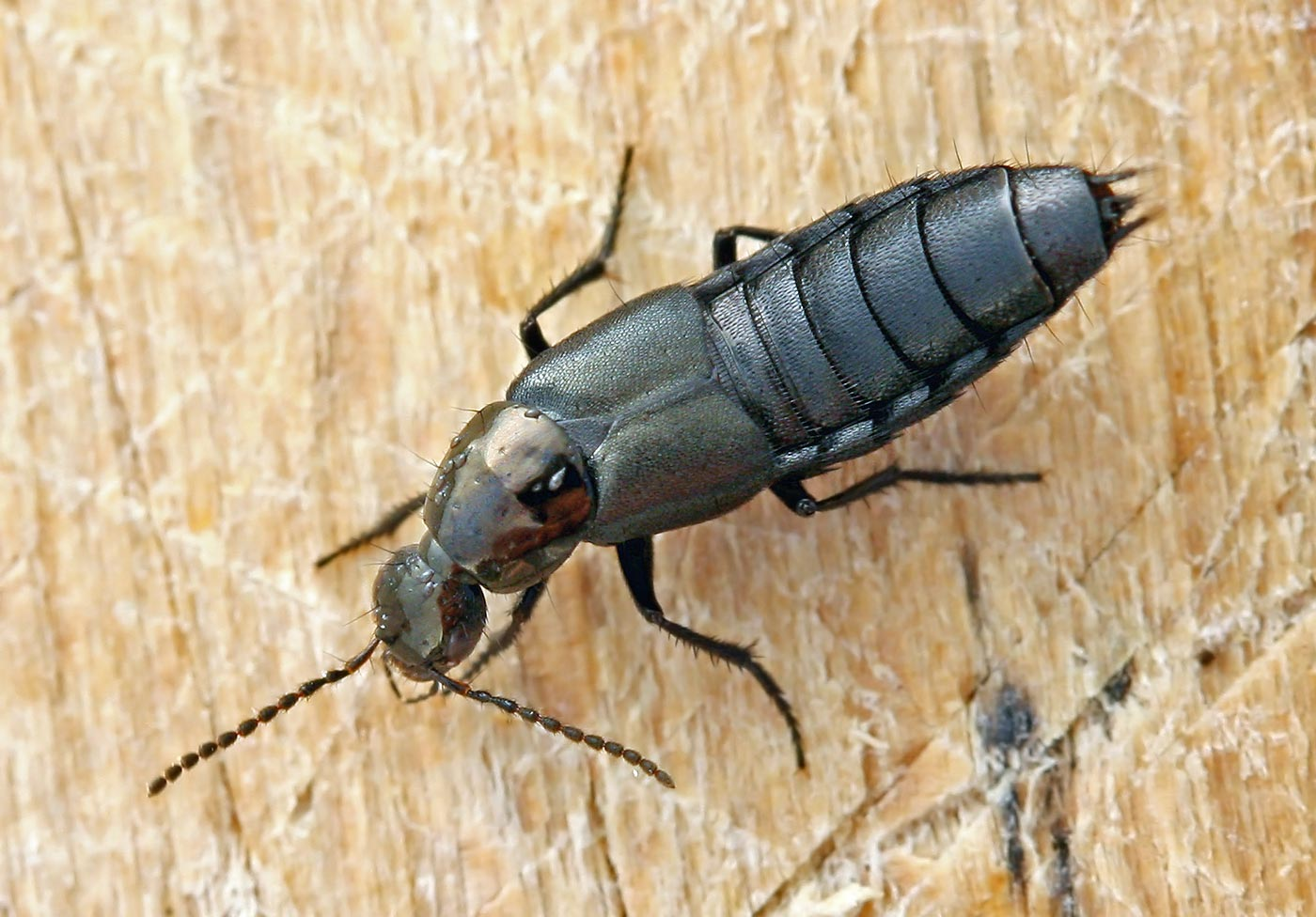
Philonthus decorus

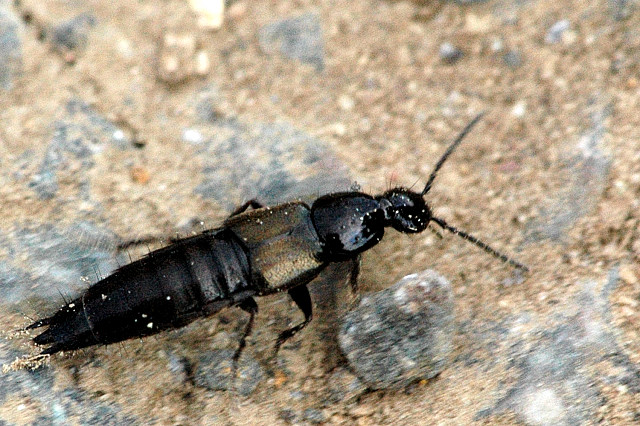
Nawozak pospolity

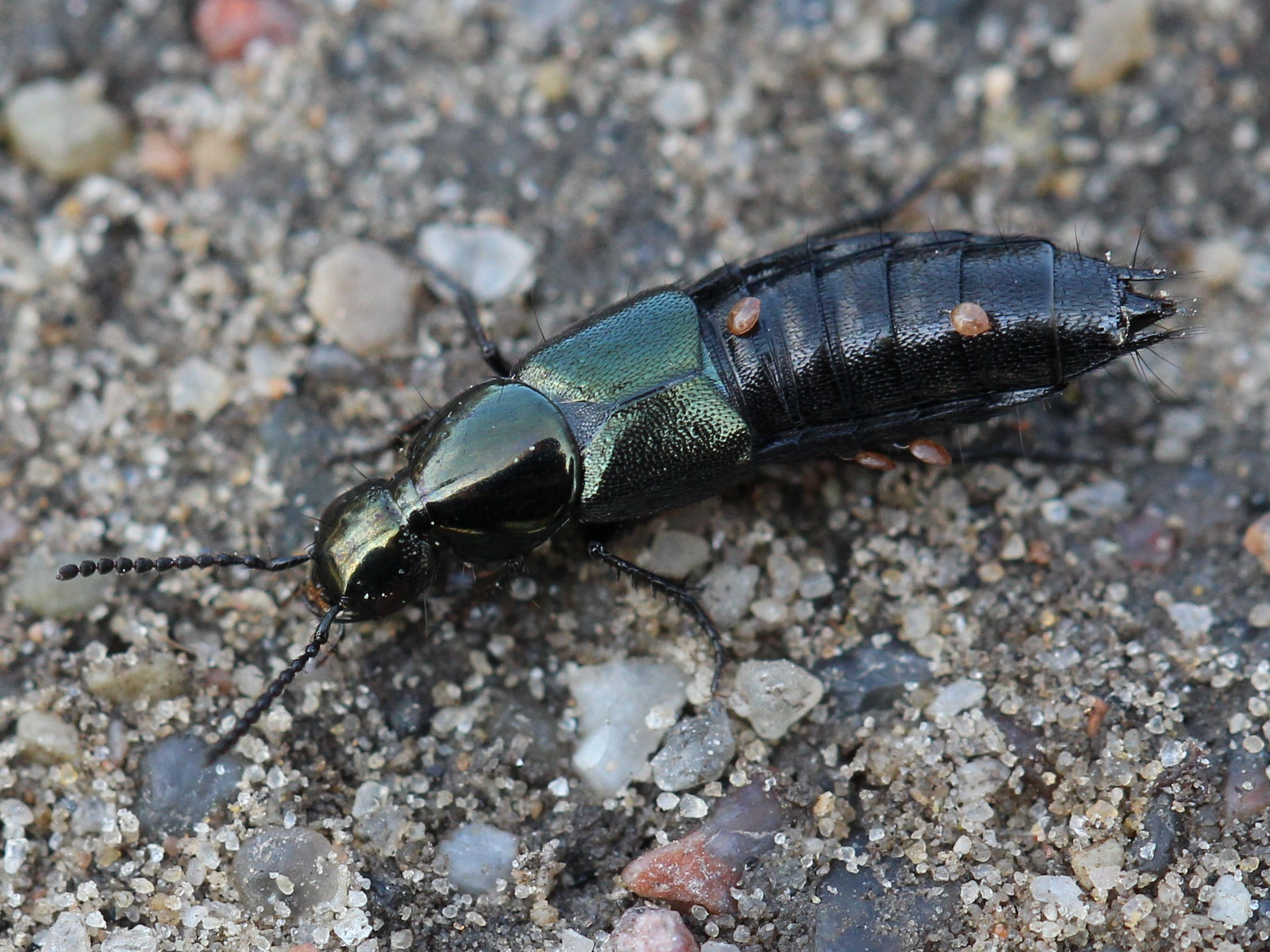
Philonthus laminatus

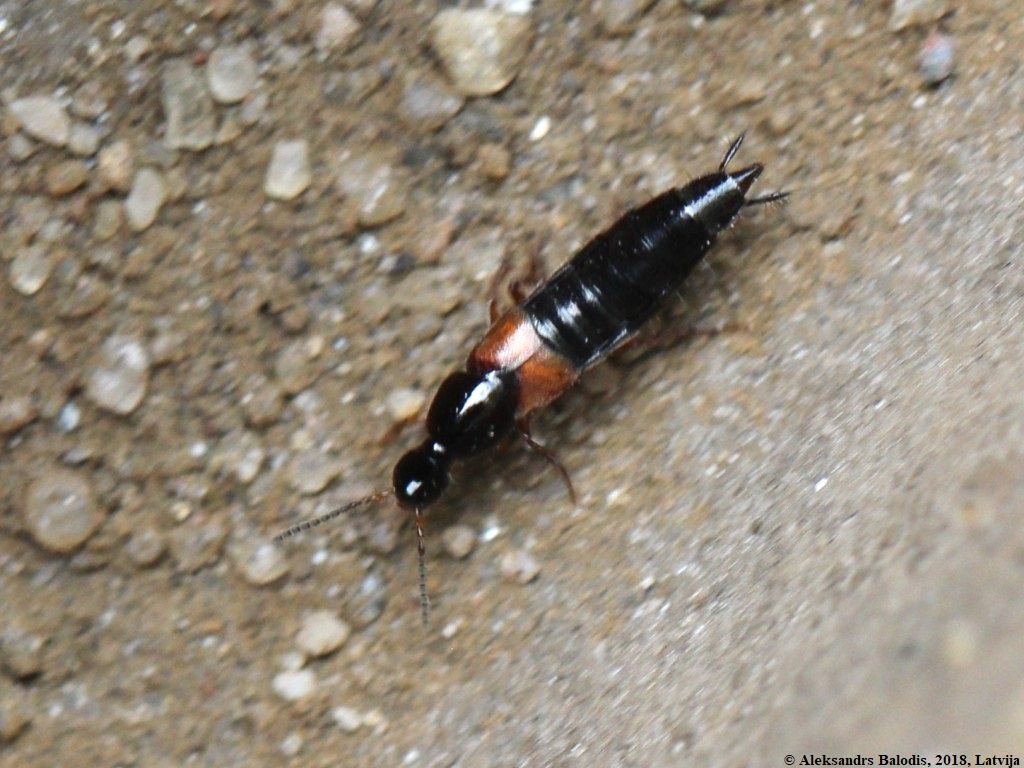
Philonthus rubripennis

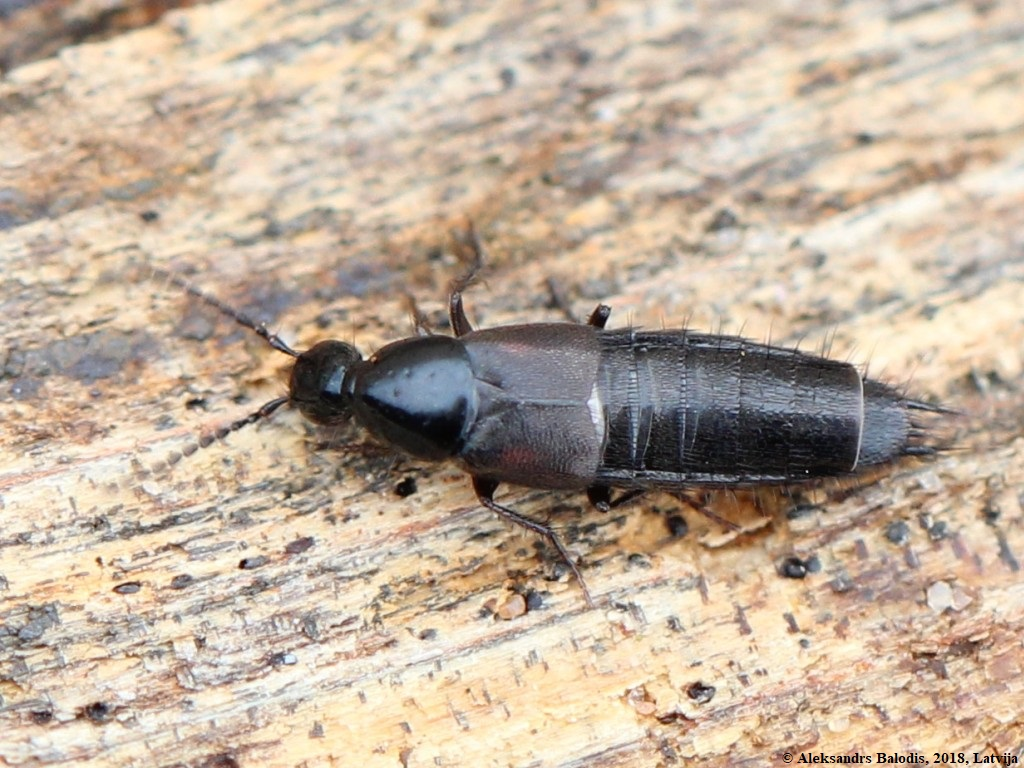
Philonthus varians

Nawozak (Philonthus) – rodzaj chrząszczy z rodziny kusakowatych i podrodziny kusaków.
Rodzaj ten został wprowadzony w 1829 roku przez Jamesa Francisa Stephensa.
Chrząszcze o wydłużonym ciele. Kształt głowy mają czworokątny, okrągły lub owalny, stosunkowo silnie przewężony z tyłu. Kształt słabo wystających poza zarys głowy oczu jest owalny lub wydłużony, a ich kształt przeciętny. Czoło, z wyjątkiem poprzecznego rzędu czterech punktów między oczami, jest, podobnie jak ciemię niepunktowane i nieowłosione. Punktowanie występuje natomiast na skroniach i w ich okolicy. Czułki mają człon pierwszy nie dłuższy od dwóch kolejnych, zaś człon ostatni z charakterystycznym wykrojeniem. Przedplecze może mieć różną formę, jednak jego przednia krawędź jest prosta, a tylna zaokrąglona. Punkty pośrodku przedplecza zwykle zgrupowane są w dwa podłużne rzędy grzbietowe. Duża tarczka jest trójkątnego kształtu. Pokrywy mogą mieć brzegi tylne proste lub skośnie ścięte tak, że ich szew jest krótszy niż boki. Odwłok jest trochę rozszerzony, u samca zwykle z trójkątnie wykrojonym tylnym brzegiem szóstego sternitu. Odnóża środkowej i tylnej pary mają golenie uzbrojone w kolce.
Owady te polują głównie na larwy muchówek, stąd też często bytują w rozkładającej się materii organicznej. Gatunki zamieszkujące nory ssaków żerują na larwach pcheł. Wiele gatunków spotyka się również w środowiskach synantropijnych.
Przedstawiciele rodzaju występują we wszystkich krainach zoogeograficznych, włącznie z Madagaskarem i Oceanią. Rozsiedleni są od terenów nadmorskich po wysokie góry. Do fauny Polski zalicza się 58 gatunków z tego rodzaju (zobacz też: kusakowate Polski)
Należy tu ponad 1255 opisanych gatunków:
- †Philonthus abavus Scudder, 1900
- Philonthus abdicans Tottenham, 1949
- Philonthus abdominalis Erichson, 1847
- Philonthus aberrans Cameron, 1932
- Philonthus aberti Hatch, 1957
- Philonthus abnormalis Sharp, 1885
- Philonthus abyssinus Fauvel, 1881
- Philonthus acamas Smetana, 1995
- Philonthus accedens Sharp, 1885
- Philonthus acceptus Last, 1973
- Philonthus acromyrmecis Scheerpeltz, 1976
- Philonthus actinus Bernhauer, 1917
- Philonthus activus Cameron, 1937
- Philonthus actocharis Sharp, 1887
- Philonthus aculeatus Coiffait, 1963
- Philonthus acuminatus Kraatz, 1859
- Philonthus addendus Sharp, 1867
- Philonthus adjacens Cameron, 1937
- Philonthus adversarius Bernhauer, 1917
- Philonthus adversus Bernhauer et Schubert, 1914
- Philonthus aeger Eppelsheim, 1895
- Philonthus aeolus Herman, 2001
- Philonthus aemulus Tottenham, 1939
- Philonthus aeneipennis Boheman
- Philonthus aeneoceps Broun, 1880
- Philonthus aenescens Solsky, 1870
- Philonthus aequalis Horn, 1884
- Philonthus aeripennis Cameron, 1943
- Philonthus aerosus Kiesenwetter, 1851
- Philonthus aeruginosus Nordmann, 1837
- Philonthus aethiopicus Bernhauer, 1915
- Philonthus aethiops Bernhauer, 1915
- Philonthus affinis Roth, 1851
- Philonthus africanus Fauvel, 1881
- Philonthus alberti Schillhammer, 2000
- Philonthus albertisi Fauvel, 1878
- Philonthus albilabris Nordmann, 1837
- Philonthus albipes (Gravenhorst, 1802)
- Philonthus alcyoneus Erichson, 1840
- Philonthus aletes Smetana, 1967
- Philonthus aliquatenus Schubert, 1908
- Philonthus alius Bernhauer et Schubert, 1914
- Philonthus allardi Levasseur, 1962
- Philonthus allardianus Levasseur, 1962
- Philonthus alpinus Eppelsheim, 1875
- Philonthus alterius Cameron, 1951
- Philonthus alternans Sharp, 1885
- Philonthus alticola Sharp, 1885
- Philonthus altivagans Fauvel, 1907
- Philonthus alumnus Erichson, 1840
- Philonthus alutaceus Horn, 1884
- Philonthus aluticollis Bernhauer, 1921
- Philonthus alutipennis Bernhauer, 1928
- Philonthus alveus Last, 1968
- Philonthus amamiensis Hayashi, 1993
- Philonthus ambiguus Erichson, 1840
- Philonthus amicus Sharp, 1874
- Philonthus aminius Tottenham, 1955
- Philonthus amnicola Gistel, 1857
- Philonthus ancora Reitter, 1909
- Philonthus andamanicus Coiffait, 1981
- Philonthus andrewesi Cameron, 1920
- Philonthus anepsius Cameron, 1926
- Philonthus angolensis Cameron, 1959
- Philonthus anguinus Fauvel, 1874
- Philonthus anguliceps Bernhauer, 1902
- Philonthus antennarius Herman, 2001
- Philonthus anthracinus Lea, 1925
- Philonthus antipodum Fauvel, 1877
- Philonthus aokii R. Dvorák, 1958
- Philonthus apheles Solsky, 1868
- Philonthus apicetestaceus Scheerpeltz, 1960
- Philonthus apicicornis Guérin-Méneville, 1830
- Philonthus apicipunctus Lea, 1925
- Philonthus approximans Sharp, 1887
- Philonthus aprilinus Gistel, 1857
- Philonthus arabicus Bernhauer, 1935
- Philonthus arabiensis Herman, 2001
- Philonthus arachosicus Coiffait, 1983
- Philonthus archangelicus Poppius, 1908
- Philonthus ardoini Levasseur, 1966
- Philonthus argentinus Bernhauer, 1912
- Philonthus argus Herman
- Philonthus argutus Herman, 2001
- Philonthus arizonensis Horn, 1884
- Philonthus armatipes Sharp, 1885
- Philonthus armeniacus Hochhuth, 1851
- Philonthus arrowianus Bernhauer, 1931
- Philonthus asiaticus Bernhauer, 1902
- Philonthus asper Horn, 1884
- Philonthus asperulus Fauvel, 1875
- Philonthus assamensis Cameron, 1932
- Philonthus atkinsoni Cameron, 1932
- Philonthus atramentarius Erichson, 1840
- Philonthus atratoides Coiffait, 1963
- Philonthus atratus (Gravenhorst, 1802)
- Philonthus atricollis Bernhauer, 1936
- Philonthus atricolor Sharp, 1885
- Philonthus atricoxis Cameron, 1943
- Philonthus audanti Blackwelder, 1943
- Philonthus auripennis Bernhauer, 1916
- Philonthus auroscutatus Fauvel, 1878
- Philonthus aurosetosus Scheerpeltz, 1965
- Philonthus aurulentus Horn, 1884
- Philonthus austellus Herman, 2001
- Philonthus australis Cameron, 1943
- Philonthus australis Cameron, 1943
- Philonthus avicola Bernhauer, 1942
- Philonthus azabuensis R. Dvorák, 1958
- Philonthus azuripennis Cameron, 1928
- Philonthus bacchus Last, 1981
- Philonthus bakeri Bernhauer, 1920
- Philonthus balbus Tottenham, 1955
- Philonthus bambusae Cameron, 1937
- Philonthus banalis Tottenham, 1962
- Philonthus bangoranus Levasseur, 1980
- Philonthus barbarae Hromádka, 1992
- Philonthus basicornis Eppelsheim, 1895
- Philonthus basipennis Tottenham, 1949
- Philonthus bassus Tottenham, 1953
- Philonthus batotensis Cameron, 1932
- Philonthus beccarii Fauvel, 1878
- Philonthus beesoni Cameron, 1926
- Philonthus belesis Tottenham, 1956
- Philonthus belingaensis Levasseur, 1980
- Philonthus bellator Tottenham, 1956
- Philonthus bellatulus Last, 1981
- Philonthus belonuchoides Cameron, 1918
- Philonthus bengalensis Bernhauer, 1911
- Philonthus berytensis Jarrige, 1951
- Philonthus besucheti Smetana, 1977
- Philonthus bhutanensis Herman, 2001
- Philonthus bicaudus Sharp, 1889
- Philonthus bicolor Fauvel, 1903
- Philonthus bicoloratus Cameron, 1931
- Philonthus bicoloripennis Bernhauer, 1915
- Philonthus bicoloristylus Chani-Posse
- Philonthus biguttulus Fauvel, 1907
- Philonthus binotatus Gravenhorst, 1806
- Philonthus bipartitus Cameron, 1937
- Philonthus birmanus Fauvel, 1895
- Philonthus bishanus Tottenham, 1955
- Philonthus bisignatus Boheman, 1848
- Philonthus bisinuatus Eppelsheim, 1889
- Philonthus biskrensis Fagel, 1957
- †Philonthus bituminosus Heyden et Heyden, 1866
- Philonthus blossius Smetana, 1995
- †Philonthus bojeri Heer, 1856
- Philonthus bolivianus Bernhauer, 1916
- Philonthus bonariensis Bernhauer, 1909
- Philonthus bonus Tottenham, 1962
- Philonthus borneensis Bernhauer, 1915
- Philonthus boreas Smetana, 1995
- Philonthus bos Tottenham, 1962
- Philonthus bottegoi Eppelsheim, 1895
- Philonthus brachypterus Solsky, 1872
- Philonthus brasilianus Bernhauer, 1916
- Philonthus brevithorax Bernhauer, 1934
- Philonthus brincki Scheerpeltz, 1974
- Philonthus broumandi Bohácˇ, 1981
- Philonthus bruchianus Chani-Posse
- Philonthus buanaensis Last, 1968
- Philonthus bulbifer Tottenham, 1956
- Philonthus buphthalmus Scheerpeltz, 1957
- Philonthus burgeonianus Bernhauer, 1934
- Philonthus buruensis Cameron, 1942
- Philonthus busiris Smetana, 1995
- Philonthus caedator Tottenham, 1949
- Philonthus caeruleipennis Mannerheim, 1830
- Philonthus caerulescens (Lacordaire, 1835)
- Philonthus caffer Boheman, 1848
- Philonthus cailleuxi Levasseur, 1980
- Philonthus caliensis Bernhauer, 1916
- Philonthus callosipennis Scheerpeltz, 1960
- Philonthus cambeforti Lecoq, 1989
- Philonthus cameroni Scheerpeltz, 1933
- Philonthus cameronianus Scheerpeltz, 1933
- Philonthus cantonneti Levasseur, 1962
- Philonthus capeneri Last, 1953
- Philonthus capito Cameron, 1952
- Philonthus captivus Levasseur, 1966
- Philonthus carbonarius (Gravenhorst, 1802)
- Philonthus caribaeus Bierig, 1940
- Philonthus carinulatus Sharp, 1885
- Philonthus caroli Last, 1973
- Philonthus carpenteri Bernhauer, 1937
- Philonthus castaneicollis Lea, 1931
- Philonthus castaneipennis Cameron, 1918
- Philonthus castaneus Gemminger et Harold, 1868
- Philonthus castor Jarrige, 1970
- Philonthus catamarcanus Bernhauer, 1916
- Philonthus caucasicus Nordmann, 1837
- Philonthus caurinus Horn, 1884
- Philonthus cautus Erichson, 1840
- Philonthus cavifrons Sharp, 1885
- Philonthus celatus Sharp, 1885
- Philonthus celebensis Cameron, 1942
- Philonthus centralis Sharp, 1885
- Philonthus cerambus Smetana, 1995
- Philonthus cervus Tottenham, 1956
- Philonthus chalceus Stephens, 1832
- Philonthus championi Sharp, 1885
- Philonthus chandigarhensis Pajni et Kohli, 1977
- Philonthus chappuisi Bernhauer, 1939
- Philonthus chatterjeei Cameron, 1926
- Philonthus cheesmani Cameron, 1937
- Philonthus chehirensis Bernhauer, 1935
- Philonthus chinensis Bernhauer, 1916
- Philonthus chiriquensis Sharp, 1885
- Philonthus chlorocephalus Solsky, 1872
- Philonthus chloropterus Bernhauer, 1939
- Philonthus chopardi Cameron, 1950
- Philonthus christiei Bernhauer, 1920
- Philonthus chrysoscutum Tikhomirova, 1973
- Philonthus chujoi R. Dvorˇák, 1958
- Philonthus cinctipennis Fauvel, 1875
- Philonthus cinctulus Gravenhorst, 1802
- Philonthus cinctus Fauvel, 1905
- Philonthus cingulatus Fauvel, 1878
- Philonthus circumcinctus Eppelsheim, 1895
- Philonthus circumductus Fauvel, 1895
- Philonthus clambus Tottenham, 1949
- †Philonthus claudus Scudder, 1900
- Philonthus clementi Levasseur, 1962
- Philonthus cochleatus Scheerpeltz, 1937
- Philonthus coelestis Bernhauer, 1933
- Philonthus coenicola Gistel, 1857
- Philonthus coetus Last, 1981
- Philonthus cognatus Stephens, 1832 – nawozak pospolity
- Philonthus coiffaiti Levasseur, 1962
- Philonthus coiffaitianus Levasseur, 1980
- Philonthus collarti Cameron, 1932
- Philonthus collis Last, 1987
- Philonthus colon Sharp, 1885
- Philonthus columbianus Baudi, 1848
- Philonthus combustus Fauvel, 1907
- Philonthus commodatus Last, 1968
- Philonthus communis Motschulsky, 1860
- Philonthus comoranus Lecoq, 1996
- Philonthus complicatus Tottenham, 1961
- Philonthus concinnus Gravenhorst, 1802
- Philonthus concolor Kraatz, 1859
- Philonthus confertus LeConte, 1863
- Philonthus confinis Strand, 1941
- Philonthus congoensis Bernhauer, 1928
- Philonthus congruens Cameron, 1932
- Philonthus conradti Bernhauer, 1912
- Philonthus consors Cameron, 1932
- Philonthus constricticeps Tottenham, 1949
- Philonthus convalescens Eppelsheim, 1890
- Philonthus convexicollis Lynch, 1884
- Philonthus convexus Bernhauer, 1912
- Philonthus coprophilus Jarrige, 1949
- Philonthus coracion Peyerimhoff, 1902
- Philonthus corallipennis Sharp, 1876
- Philonthus cordilleranus Bernhauer, 1916
- Philonthus corticalis Sharp, 1885
- Philonthus corruscus (Gravenhorst, 1802)
- Philonthus corvinus Erichson, 1839
- Philonthus couleensis Hatch, 1957
- Philonthus couloni Drugmand, 1987
- Philonthus crassicornis Fauvel, 1895
- Philonthus cribrellus Fauvel, 1891
- Philonthus cribricephalicus Tottenham, 1949
- Philonthus cribriceps Bernhauer, 1921
- Philonthus cribripennis Sharp, 1885
- Philonthus cribriventris Bernhauer, 1912
- Philonthus crinitus Schubert, 1909
- Philonthus crotchi Horn, 1884
- Philonthus cruentatus (Gmelin, 1790)
- Philonthus cruenticollis Lea, 1925
- Philonthus cruentus Bernhauer, 1915
- Philonthus csikii Bernhauer, 1917
- Philonthus cumaeus Tottenham, 1949
- Philonthus cunctans Horn, 1884
- Philonthus cunctator Sharp, 1889
- Philonthus cunicularius Gistel, 1857
- Philonthus cupreonitens Eppelsheim, 1895
- Philonthus cupreotinctus Lea, 1925
- Philonthus curiosus Tottenham, 1949
- Philonthus curvabilis Herman, 2001
- Philonthus cyanelytrius Kraatz, 1859
- Philonthus cyaneoaureus Bernhauer, 1935
- Philonthus cyaneoviolaceus Bernhauer, 1915
- Philonthus cyanipennis (Fabricius, 1793) – nawozak grzybiarz
- Philonthus cyanopterus Cameron, 1945
- Philonthus cyclopius Cameron, 1939
- Philonthus cylindricollis Cameron, 1934
- Philonthus daimio Sharp, 1889
- Philonthus dampfi Bernhauer, 1929
- Philonthus danicus Coiffait, 1963
- Philonthus dauloensis Last, 1987
- Philonthus davus Smetana, 1995
- Philonthus debiliformis Cameron, 1951
- Philonthus debilis (Gravenhorst, 1802)
- Philonthus decoloratus Kirshenblat, 1933
- Philonthus decorus (Gravenhorst, 1802) – nawozak ściółkowy
- Philonthus definitus Cameron, 1950
- Philonthus dejectus Cameron, 1932
- Philonthus deleterius Tottenham, 1955
- Philonthus delicatulus Boheman, 1858
- Philonthus delusor Tottenham, 1955
- Philonthus densecaudatus Bernhauer, 1928
- Philonthus densicauda Bernhauer, 1943
- Philonthus densipennis Bernhauer, 1908
- Philonthus densiventris Bernhauer, 1915
- Philonthus densus Cameron, 1926
- Philonthus dentiphallus Schillhammer, 1999
- Philonthus deplanatus Sharp, 1885
- Philonthus depravus Cameron, 1932
- Philonthus depressipennis Sharp, 1889
- Philonthus derennei Drugmand, 1987
- Philonthus derivatus Cameron, 1937
- Philonthus deuvei Coiffait, 1982
- Philonthus diabolicus Cameron, 1942
- Philonthus diamantinus Bernhauer, 1917
- Philonthus diatrechoides Tottenham, 1962
- Philonthus dictator Fagel, 1972
- Philonthus differens Cameron, 1932
- Philonthus dignus  Last, 1968
- Philonthus dilucidus Tottenham, 1962
- Philonthus dilutipes Fauvel, 1898
- Philonthus dimidiaticornis Fauvel, 1905
- Philonthus dimidiatipennis Erichson, 1840
- Philonthus dimorphus Bernhauer, 1903
- Philonthus dionysiae Levasseur, 1962
- Philonthus discedens Schubert, 1909
- Philonthus discipennis Fauvel, 1879
- Philonthus discoideisimilis Scheerpeltz, 1974
- Philonthus discoideus (Gravenhorst, 1802)
- Philonthus discrepens Sharp, 1889
- Philonthus discretus Sharp, 1876
- Philonthus dispersepunctatus Scheerpeltz, 1965
- Philonthus dispersus Fauvel, 1891
- Philonthus dissentaneus Tottenham, 1961
- Philonthus distincticornis Cameron, 1932
- Philonthus distinctus Gemminger et Harold, 1868
- Philonthus divergens Cameron, 1937
- Philonthus diversiceps Bernhauer, 1901
- Philonthus diversus Schubert, 1906
- Philonthus divisus Sharp, 1891
- Philonthus dohertyi Cameron, 1932
- Philonthus dolichoderes Lea, 1925
- Philonthus dollmani Bernhauer, 1934
- Philonthus donckieri Bernhauer, 1915
- Philonthus doriae Fauvel, 1878
- Philonthus dorylophilus Cameron, 1933
- Philonthus drescheri Cameron, 1937
- Philonthus dryas Smetana, 1995
- Philonthus dubiosus Bernhauer, 1936
- Philonthus duodecimpunctatus Bernhauer, 1932
- Philonthus duplex Bernhauer, 1920
- Philonthus duplicatus Bernhauer & Schubert, 1914
- Philonthus duploseriatus Solsky, 1868
- Philonthus ebeninus (Gravenhorst, 1802)
- Philonthus eccoptomus Tottenham, 1962
- Philonthus egelegus Last, 1981
- Philonthus eidmannianus Scheerpeltz, 1929
- Philonthus electus Bernhauer et Schubert, 1914
- Philonthus elegans Sharp, 1885
- Philonthus elegantissimus Cameron, 1925
- Philonthus elegantulus Luze, 1904
- Philonthus elgonensis Tottenham, 1940
- Philonthus elypticus Bernhauer, 1932
- Philonthus emas Schillhammer, 1998
- Philonthus emdeni Bernhauer, 1931
- Philonthus emelinae Coiffait et Saiz, 1968
- Philonthus enodis Broun, 1880
- Philonthus ephippium Nordmann, 1837
- Philonthus eremus Gistel, 1857
- Philonthus eriwanensis Bernhauer et Schubert, 1914
- Philonthus erraticus Nordmann, 1837
- Philonthus erythropus Kraatz, 1859
- Philonthus eryx Smetana, 1995
- Philonthus euphorbiarum Peyerimhoff, 1949
- Philonthus eustilboides Cameron, 1933
- Philonthus eustilbus Kraat, 1859
- Philonthus exactus Schubert, 1911
- Philonthus excellens Bernhauer, 1916
- Philonthus excelsior Bernhauer, 1939
- Philonthus excelsus Cameron, 1931
- Philonthus exemplaris Wendeler, 1956
- Philonthus explorator Cameron, 1932
- Philonthus exsectus Tottenham, 1956
- Philonthus extremus Sharp, 1885
- Philonthus fascialis Tottenham, 1962
- Philonthus fageli Levasseur, 1962
- Philonthus fagniezi Jarrige, 1951
- Philonthus falsesordidus Coiffait, 1982
- Philonthus fasciiventris Jarrige, 1948
- Philonthus fassli Bernhauer, 1916
- Philonthus fatalis Tottenham, 1956
- Philonthus fauvelianus Bernhauer
- Philonthus fenestratus Fauvel, 1872
- Philonthus fenyesi Bernhauer, 1910
- Philonthus feralis Erichson, 1840
- Philonthus ferreipennis Horn, 1884
- Philonthus ferreirai Scheerpeltz, 1978
- Philonthus ferreiranus Scheerpeltz, 1978
- Philonthus fibularius Erichson, 1840
- Philonthus figulus Erichson, 1840
- Philonthus fijiensis Cameron, 1943
- Philonthus filator Tottenham, 1953
- Philonthus filius Last, 1981
- Philonthus finitoris Last, 1981
- Philonthus fischeri Bernhauer, 1903
- Philonthus fissatus Tottenham, 1962
- Philonthus fissilis Sharp, 1885
- Philonthus flandrianus Cameron, 1952
- Philonthus flavibasis Casey, 1915
- Philonthus flavicauda Bernhauer, 1936
- Philonthus flavicoxis Bernhauer, 1912
- Philonthus flavipes Kraatz, 1859
- Philonthus flaviventris Jarrige, 1948
- Philonthus flavocinctus Motschulsky, 1858
- Philonthus flavolimbatus Erichson, 1840
- Philonthus flavoscutellatus Bernhauer, 1928
- Philonthus fletcheri Cameron, 1943
- Philonthus flohri Sharp, 1876
- Philonthus flumineus Casey, 1915
- Philonthus foetidus Cameron, 1932
- Philonthus formaneki Roubal, 1911
- Philonthus formicarius Bernhauer, 1908
- Philonthus formosae Bernhauer
- Philonthus forsteri Scheerpeltz, 1960
- Philonthus forsterianus Scheerpeltz, 1960
- Philonthus forticornis Cameron, 1937
- Philonthus franzi Schillhammer, 1998
- Philonthus fraseri Cameron, 1950
- Philonthus fraxinatus Tottenham, 1949
- Philonthus freyi Bernhauer, 1939
- Philonthus frigidoides Coiffait, 1963
- Philonthus frigidus Märkel & Kiesenwetter, 1848
- Philonthus fugax Faldermann, 1835
- Philonthus fulcinius Smetana, 1995
- Philonthus fulgipennis Sharp, 1885
- Philonthus fulvitarsis Motschulsky, 1860
- Philonthus fumarius (Gravenhorst, 1806)
- Philonthus funeralis Cameron, 1943
- Philonthus furcifer Renkonen, 1937
- Philonthus furvus Nordmann, 1837
- Philonthus fuscatus Kraatz, 1859
- Philonthus fuscus Last, 1989
- Philonthus fusiformis Melsheimer, 1844
- Philonthus gabonensis Levasseur, 1966
- Philonthus gaerdesi Scheerpeltz, 1966
- Philonthus gagates Mulsant & Rey, 1876
- Philonthus ganeshensis Coiffait, 1983
- Philonthus gardneri Cameron, 1932
- Philonthus gastralis Sharp, 1874
- Philonthus gaudens Tottenham, 1939
- Philonthus gaudichaudi Blanchard, 1842
- Philonthus gavius Smetana, 1995
- Philonthus gawensis Last, 1981
- Philonthus gedyeanus Bernhauer, 1940
- Philonthus gemelloides Coiffait, 1983
- Philonthus gemellus Kraatz, 1859
- Philonthus geminus Kraatz, 1859
- Philonthus gentilicius Cameron, 1926
- Philonthus gentilis Horn, 1884
- Philonthus gerardi Bernhauer, 1928
- Philonthus gestroi Fauvel, 1878
- Philonthus geus Tottenham, 1953
- Philonthus ghilarovi Tikhomirova, 1973
- Philonthus gigas Bernhauer, 1915
- Philonthus gilleti Levasseur, 1980
- Philonthus gilvisuturatus Coiffait, 1983
- Philonthus girardi Lecoq, 1989
- Philonthus glaberrimus Scheerpeltz, 1965
- Philonthus glenelgi Blackburn, 1903
- Philonthus godmani Sharp, 1885
- Philonthus gongulus Tottenham, 1949
- Philonthus gopheri Hubbard, 1894
- Philonthus gorokaensis Last, 1981
- Philonthus gracilentus Cameron, 1925
- Philonthus gracilior Casey, 1915
- Philonthus gracillimus Sharp, 1876
- Philonthus grandicollis Horn, 1884
- Philonthus grandis Bernhauer, 1932
- Philonthus grassei Levasseur, 1980
- Philonthus gratiosus Erichson, 1840
- Philonthus griseolus Sharp, 1885
- Philonthus guatemalenus Sharp, 1885
- Philonthus guerreroensis Bernhauer, 1910
- Philonthus gulmargensis Coiffait, 1982
- Philonthus gyllenhali Gistel, 1857
- Philonthus haddeni Bierig, 1932
- Philonthus haematodes Bernhauer, 1915
- Philonthus hargreavesi Tottenham, 1949
- Philonthus havaniensis Laporte, 1835
- Philonthus havelkai R. Dvorák, 1958
- Philonthus hebridensis Fauvel, 1878
- Philonthus heilongjiangensis J. Li, 1993
- Philonthus heinlii Gistel, 1857
- Philonthus helvolus Erichson, 1840
- Philonthus hepaticus Er.
- Philonthus heterodoxus Mulsant & Rey, 1876
- Philonthus heterogaster Cameron, 1942
- Philonthus heteropus Sharp, 1887
- Philonthus hirsutus Tottenham, 1949
- Philonthus hirtiventris Sharp, 1885
- Philonthus hoegei Sharp, 1885
- Philonthus hongkongensis Bernhauer, 1931
- Philonthus hornaditanus Rambousek, 1925
- †Philonthus horni Scudder, 1900
- Philonthus horridulus Last, 1968
- Philonthus hosmanni Bernhauer, 1912
- Philonthus hospes Erichson, 1843
- Philonthus hova Fauvel, 1905
- Philonthus hudsonicus Horn, 1884
- Philonthus humbloti Lecoq, 1998
- Philonthus humeralis Fauvel, 1878
- Philonthus humidus Last, 1968
- Philonthus humilis Cameron, 1932
- Philonthus hybridus Cameron, 1930
- Philonthus hylaeus Smetana, 1995
- Philonthus hyperboreus
- Philonthus ichor Tottenham, 1961
- Philonthus idiocerus Kraatz, 1859
- Philonthus idoneus Sharp, 1885
- Philonthus igacus Tottenham, 1955
- Philonthus ignipennis Tottenham, 1962
- Philonthus imperialis Bernhauer, 1916
- Philonthus impuncticollis Bernhauer, 1932
- Philonthus inachus Smetana, 1995
- Philonthus incertus Solsky, 1868
- Philonthus incisiventris Lea, 1925
- Philonthus incisus Schillhammer, 2000
- Philonthus inclitus Fauvel, 1878
- Philonthus incognitus Bernhauer, 1931
- Philonthus inconspicuus Lea, 1929
- Philonthus incultus Cameron, 1932
- Philonthus indicus Cameron, 1920
- Philonthus indigaceus Fauvel, 1891
- Philonthus indubius Luze, 1904
- Philonthus industanus Fauvel, 1903
- Philonthus infantilis Cameron, 1947
- Philonthus infimus Sharp, 1885
- Philonthus infirmus Erichson, 1840
- Philonthus ingratulus Cameron, 1932
- Philonthus inipendezius Tottenham, 1962
- Philonthus innocuus Horn, 1884
- Philonthus insignitus Fauvel, 1875
- Philonthus insularis Bernhauer et Schubert, 1916
- Philonthus interantennalis Lea, 1931
- Philonthus intermedius (Lacordaire, 1835)
- Philonthus intermistus Last, 1968
- Philonthus interocularis Bernhauer, 1915
- Philonthus interpositus Bernhauer, 1915
- †Philonthus invelatus Scudder, 1900
- Philonthus iopterus Erichson, 1840
- Philonthus irakoiranicus Scheerpeltz, 1961
- Philonthus iridescens Tottenham, 1949
- Philonthus iridicollis Bernhauer, 1932
- Philonthus irinae Ryvkin, 1987
- Philonthus irinus Horn, 1884
- Philonthus iris Sharp, 1885
- Philonthus irritans Tottenham, 1953
- Philonthus ischnocerus Cameron, 1935
- Philonthus islamicus Tronquet, 1981
- Philonthus iteratus Sharp, 1887
- Philonthus jacobsoni Cameron, 1933
- Philonthus jalapensis Bernhauer, 1910
- Philonthus janus Smetana, 1995
- Philonthus japonicus Sharp, 1874
- Philonthus jarrigei Levasseur, 1962
- Philonthus javanus Bernhauer, 1920
- Philonthus jaynesi Bernhauer, 1934
- Philonthus jeanneli Bernhauer, 1939
- Philonthus jeholensis Kamiya, 1936
- Philonthus jenseni Bernhauer, 1912
- Philonthus jilinensis J. Li, 1993
- Philonthus jocquei Lecoq, 1996
- Philonthus jonenensis Sawada, 1965
- Philonthus jucundus Cameron, 1937
- Philonthus jujuyensis Bernhauer, 1921
- Philonthus junius Last, 1981
- Philonthus jurecekianus Bohac & Hromadka, 1980
- Philonthus jurgans Tottenham, 1937
- Philonthus juvenilis Peyron, 1858
- Philonthus kainpitensis Last, 1989
- Philonthus kamatembeanus Cameron, 1950
- Philonthus kamerunensis Bernhauer et Schubert, 1914
- Philonthus kamimurai Sawada, 1965
- Philonthus kanalensis Fauvel, 1889
- Philonthus karimuensis Last, 1968
- Philonthus kasaiensis Bernhauer, 1928
- Philonthus kashituensis Tottenham, 1949
- Philonthus kashmiranus Bernhauer, 1915
- Philonthus kashmiricus Cameron, 1932
- Philonthus kaszabi Smetana, 1967
- Philonthus katangaensis Levasseur, 1967
- Philonthus kempi Cameron, 1924
- Philonthus kenyanus Bernhauer, 1939
- Philonthus kerinciensis Schillhammer, 1998
- Philonthus khouzestanicus Bohácˇ, 1981
- Philonthus kiangsiensis Bernhauer, 1933
- Philonthus kiautschauensis Bernhauer, 1916
- Philonthus kigenius Tottenham, 1962
- Philonthus kisirensis Coiffait, 1966
- Philonthus kivuensis Bernhauer, 1934
- Philonthus kiyoyamai Hayashi, 1993b
- Philonthus klimschi Bernhauer, 1916
- †Philonthus kneri Giebel, 1856
- Philonthus kobensis Sharp, 1874
- Philonthus kochianus Bernhauer, 1940
- Philonthus kotgarhensis Cameron, 1932
- Philonthus kraatzi Bernhauer, 1908
- Philonthus krali Hromádka, 1987
- Philonthus kremeni Lecoq, 1997
- Philonthus kristenseni Bernhauer, 1915
- Philonthus labastiei Levasseur, 1980
- Philonthus labdanus Tottenham, 1955
- Philonthus labilis Erichson, 1840
- Philonthus lacustris Bernhauer, 1915
- Philonthus laetipennis Sharp, 1885
- Philonthus laetus Heer, 1839
- Philonthus laevicollis (Lacordaire, 1835) – nawozak gajowy
- Philonthus laevis Cameron, 1942
- Philonthus laeviventris Schubert, 1909
- Philonthus laminatus (Creutzer, 1799)
- Philonthus lamtoensis Levasseur, 1967
- Philonthus lan Schillhammer, 1998
- Philonthus lassallei Coiffait, 1981
- Philonthus lasti Tottenham, 1955
- Philonthus latecinctus Sharp, 1885
- Philonthus laticornis Bernhauer, 1906
- Philonthus latiusculus Hochhuth, 1851
- Philonthus laxatus Fauvel, 1875
- Philonthus leai Scheerpeltz, 1933
- Philonthus lebkanus Fauvel, 1907
- Philonthus lecontei Horn, 1884
- Philonthus lederi Eppelsheim, 1893
- Philonthus leechensis Hatch, 1957
- Philonthus leonensis Cameron, 1934
- Philonthus lepidus (Gravenhorst, 1802)
- Philonthus lepineyi Scheerpeltz, 1934
- Philonthus leptocerus Fauvel, 1895
- Philonthus leucopygus Kraatz, 1859
- Philonthus leucotus Erichson, 1840
- Philonthus levatis Last, 1973
- Philonthus leveri Cameron, 1943
- Philonthus lewisius Sharp, 1974
- Philonthus leyei Levasseur, 1980
- Philonthus lidarensis Cameron, 1932
- Philonthus limaensis Solsky, 1872
- Philonthus limbipennis Fauvel, 1905
- Philonthus limbukus Tottenham, 1955
- Philonthus limulus Tottenham, 1955
- Philonthus lindbergi Scheerpeltz, 1958
- Philonthus lindrothi Smetana, 1965
- Philonthus lineiventris Bernhauer, 1937
- Philonthus lineolatus Tottenham, 1962
- Philonthus linki Solsky, 1866
- Philonthus liopterus Sharp, 1889
- Philonthus lissonurus Tottenham, 1949
- Philonthus littorinus Gistel, 1857
- Philonthus lomatus Erichson, 1840
- Philonthus longicornis Stephens, 1832
- Philonthus longipalpis Kashcheev, 1999
- Philonthus lualabaensis Levasseur, 1966
- Philonthus lubomiri Herman, 2001
- Philonthus lucanicornis Bernhauer, 1908
- Philonthus lucidanus Blackwelder, 1944
- Philonthus lucilius Sharp, 1885
- Philonthus luenaensis Levasseur, 1962
- Philonthus lulengae Bernhauer, 1932
- Philonthus luluanus Bernhauer, 1935
- Philonthus luteocinctus Scheerpeltz, 1965
- Philonthus luxurians Erichson, 1840
- Philonthus lynchi Bernhauer and Schubert, 1914
- Philonthus macellus Fauvel, 1877
- Philonthus macilentus Sharp, 1885
- Philonthus macnamarae Cameron, 1931
- Philonthus macrocephalus Sharp, 1889
- Philonthus maculatus Cameron, 1920
- Philonthus maculicollis Cameron, 1937
- Philonthus maculipennis Fauvel, 1903
- Philonthus madangensis Last, 1981
- Philonthus madianus Bernhauer, 1936
- Philonthus madurensis Bernhauer
- Philonthus mafuluanus Cameron, 1937
- Philonthus mahagianus Cameron, 1933
- Philonthus maindroni Fauvel, 1903
- Philonthus malaisei Scheerpeltz, 1965
- Philonthus malcolmi Herman, 2001
- Philonthus malleus Tottenham, 1962
- Philonthus mannerheimi Fauvel, 1868
- Philonthus manyemae Bernhauer, 1932
- †Philonthus marcelli Heer, 1856
- Philonthus marcescens Tottenham, 1949
- †Philonthus marcidulus Scudder, 1900
- Philonthus marcidus Wollaston, 1864
- Philonthus mareki Coiffait, 1967
- Philonthus marginatus O. Müller, 1764
- Philonthus marginipennis Wollaston, 1867
- Philonthus maridadus Tottenham, 1962
- Philonthus marojejy Lecoq, 1998
- Philonthus marphensis Coiffait, 1982
- Philonthus marshalli Tottenham, 1949
- Philonthus maryensis Last, 1987
- Philonthus maskinius Tottenham, 1955
- Philonthus mateui Levasseur, 1962
- Philonthus meges Tottenham, 1949
- Philonthus malaccanus Cameron, 1950
- Philonthus melampus Smetana, 1991
- Philonthus melancholicus Sharp, 1885
- Philonthus melanopus Sharp, 1885
- Philonthus menai Last, 1987
- Philonthus mercurii Tikhomirova, 1973
- Philonthus meridioafricanus Scheerpeltz, 1974
- Philonthus merops Smetana, 1963
- Philonthus merorientis Smetana, 1995
- Philonthus metallifer Bernhauer, 1916
- Philonthus methneri Bernhauer, 1915
- Philonthus micans (Gravenhorst, 1802)
- Philonthus micanticollis Sharp, 1889
- Philonthus micantoides Benick & Lohse, 1956
- Philonthus mifanus Tottenham, 1956
- Philonthus mimeticus Tottenham, 1962
- Philonthus mimus Smetana, 1959
- Philonthus minimus Cameron, 1933
- Philonthus minutus Boheman
- Philonthus mirei Levasseur, 1967
- Philonthus misellus Sharp, 1885
- Philonthus mivutanus Tottenham, 1962
- Philonthus mjobergi Cameron, 1928
- Philonthus mlogosiensis Bernhauer, 1934
- Philonthus mnemon Smetana, 1995
- Philonthus modestus Cameron, 1932
- Philonthus modus Last, 1987
- Philonthus moldavicus Wendeler, 1924
- Philonthus mollis Sharp, 188
- Philonthus monachus Bernhauer, 1908
- Philonthus mongolicus Csiki, 1901
- Philonthus montanellus Bernhauer, 1934
- Philonthus montivagans Cameron, 1943
- Philonthus montivagoides Coiffait, 1963
- Philonthus montivagus Heer, 1839
- Philonthus mocquerysi Fauvel, 1903
- Philonthus monaeses Smetana, 1995
- Philonthus morio Boheman, 1848
- Philonthus morosus Casey, 1915
- Philonthus mortuorum Cameron, 1951
- Philonthus motoensis Cameron, 1929
- Philonthus moucheti Levasseur, 1962
- Philonthus multicolor Lea, 1925
- Philonthus mundus Last, 1981
- Philonthus murex Last, 1993
- Philonthus musonoiensis Levasseur, 1966
- Philonthus musurus Tottenham, 1956
- Philonthus muticus Sharp, 1876
- Philonthus nairobianus Cameron, 1951
- Philonthus nairobiensis Fauvel, 1907
- Philonthus nakanei Sawada, 1965
- Philonthus natalensis Boheman, 1848
- Philonthus neglectus Cameron, 1933
- Philonthus negligens Tottenham, 1962
- Philonthus nemorosus Gistel, 1857
- Philonthus neonatus Smetana, 1965
- Philonthus nepos Smetana, 1965
- Philonthus neptunus Smetana, 1995
- Philonthus neuter Tottenham, 1962
- Philonthus nguembaensis Levasseur, 1968
- Philonthus nichinaiensis Coiffait, 1982
- Philonthus nidicola Bernhauer, 1921
- Philonthus nigerrimus Erichson, 1840
- Philonthus nigriceps Eppelsheim, 1885
- Philonthus nigricolor Cameron, 1942
- Philonthus nigricoxis Cameron, 1928
- Philonthus nigrinus Boheman, 1858
- Philonthus nigripes Cameron, 1932
- Philonthus nigrita (Gravenhorst, 1806)
- Philonthus nigrocinctus Bernhauer, 1915
- Philonthus nigrolucens Cameron, 1937
- Philonthus nigroscutellatus Lecoq, 1997
- Philonthus nimbicola Fauvel, 1874
- Philonthus nimboides Tottenham, 1949
- Philonthus nimeaglius Tottenham, 1962
- Philonthus nimeikopus Tottenham, 1962
- Philonthus nitidicollis (Lacordaire, 1835)
- Philonthus nitidus (Fabricius, 1787)
- Philonthus notabilis Kraatz
- Philonthus novaeguineae Cameron, 1937
- Philonthus novaezeelandiae Duvivier, 1883
- Philonthus novellus Last, 1952
- Philonthus nudus Sharp, 1874
- Philonthus nugax Sharp, 1885
- Philonthus numata R. Dvorák, 1958
- Philonthus nuristanicus Scheerpeltz, 1961
- Philonthus oberti Eppelsheim, 1889
- Philonthus obex Tottenham, 1962
- Philonthus obirensis Lohse, 1988
- Philonthus oblitus Jarrige, 1951
- Philonthus obliviosus Levasseur, 1968
- Philonthus obscurus Gravenhorst, 1802
- Philonthus obsoletipennis Bernhauer, 1942
- Philonthus obsoletus Eppelsheim, 1895
- Philonthus occidentalis Horn, 1884
- Philonthus occipitalis Fauvel, 1879
- Philonthus occultus Sharp, 1885
- Philonthus ochricornis Tottenham, 1962
- Philonthus ochricornis Tottenham, 1962
- Philonthus ochripennis Cameron, 1929
- Philonthus ochromerus Sharp, 1885
- Philonthus octopunctus Bernhauer, 1928
- Philonthus ocularis Bernhauer, 1928
- Philonthus oculatus Bernhauer, 1902
- Philonthus ocypoides Schubert, 1911
- Philonthus oebalus Tottenham, 1953
- Philonthus oenotrus Smetana, 1991
- Philonthus ohizumi R. Dvorák, 1958
- Philonthus olfactorius Gistel, 1857
- Philonthus onthomanes Gistel, 1857
- Philonthus opacigaster Bierig, 1940
- Philonthus opacipennis Notman, 1919
- Philonthus ophthalmicus Bernhauer, 1941
- Philonthus optatus Sharp, 1885
- Philonthus orcinus Tottenham, 1949
- Philonthus oreophilus Fauvel, 1877
- Philonthus orientalis Cameron, 1937
- Philonthus orientis Cameron, 1946
- Philonthus ornatus Blackburn, 1888
- Philonthus orphanus Erichson, 1840
- Philonthus ottoi Herman, 2001
- Philonthus ovaticeps Sharp, 1885
- Philonthus ovatus Bernhauer, 1942
- Philonthus overlaeti Bernhauer, 1935
- Philonthus overlaetianus Bernhauer, 1936
- Philonthus oviceps Lea, 1925
- Philonthus ovithorax Bernhauer et Schubert, 1914
- Philonthus paederoides (Motschulsky, 1858)
- Philonthus paederomimus Eppelsheim, 1895
- Philonthus paganettii Linke, 1915
- Philonthus pagmanensis Coiffait, 1983
- Philonthus pahangensis Cameron, 1950
- Philonthus pakanus Tottenham, 1962
- Philonthus palcoensis Bernhauer, 1941
- Philonthus palliatus (Gravenhorst, 1806)
- Philonthus pallidicauda Bernhauer, 1939
- Philonthus pallidipennis Fauvel, 1905
- Philonthus pallipes Blanchard, 1842
- Philonthus palmatus Sharp, 1885
- Philonthus palustris C.Brisout de Barneville, 1860
- Philonthus panelii Scheerpeltz, 1974
- Philonthus papuanus Cameron, 1931
- Philonthus paradoxus Cameron, 1932
- Philonthus parafrigidus Coiffait, 1963
- Philonthus parajaponicus J. Li, 1993
- Philonthus paramerus Coiffait, 1982
- Philonthus parasanguineus Levasseur, 1962
- Philonthus parcipennis Bernhauer, 1915
- Philonthus parciventris Bernhauer, 1936
- Philonthus parehmontanus Eichelbaum, 1912
- Philonthus particeps Tottenham, 1962
- Philonthus parustus Tottenham, 1962
- Philonthus parvicornis (Gravenhorst, 1802)
- Philonthus pauliani Jarrige, 1970
- Philonthus pauper Bernhauer, 1916
- Philonthus pauxillus Solsky, 1868
- Philonthus pavidus Erichson, 1847
- Philonthus pavidus Erichson, 1847
- Philonthus peliomeroides Cameron, 1934
- Philonthus peliomerus Kraatz, 1859
- Philonthus peliomixtus Tottenham, 1962
- Philonthus pellax Tottenham, 1955
- Philonthus pendleburyi Cameron, 1930
- Philonthus peratriceps Scheerpeltz, 1933
- Philonthus peregrinoides Scheerpeltz, 1974
- Philonthus peregrinus Fauvel, 1866
- Philonthus perfidiosus Last, 1968
- Philonthus perfusorius Last, 1968
- Philonthus perillustris Last, 1968
- Philonthus peringueyi Tottenham, 1962
- Philonthus peripateticus Tottenham, 1949
- Philonthus perniger Bernhauer, 1920
- Philonthus perplexus Fairmaire et Germain, 1861
- Philonthus perroti Jarrige, 1951
- Philonthus persimilis Cameron, 1926
- Philonthus perthenus Bernhauer, 1916
- Philonthus peruvianus Bernhauer, 1916
- Philonthus pervagus Cameron, 1932
- Philonthus perversus Horn, 1884
- Philonthus pettiti Horn, 1884
- Philonthus phaon Smetana, 1995
- Philonthus philippinus Cameron, 1941
- Philonthus phoculus Tottenham, 1949
- Philonthus piceatus Nordmann, 1837
- Philonthus picnocara Gistel, 1857
- Philonthus picticollis Fauvel, 1879
- Philonthus pilicornis Chapman, 1939
- Philonthus pilipennis  W. J. MacLeay, 1873
- Philonthus pilosus Last, 1981
- Philonthus piochardi Fauvel, 1875
- Philonthus planulatus Sharp, 1885
- Philonthus plasoni  Bernhauer, 1902
- Philonthus platypterus Sharp, 1885
- Philonthus pluripunctus Cameron, 1937
- Philonthus politus (Linnaeus, 1758) – nawozak krępy
- Philonthus pollens Marquez & Asiain, 2010
- Philonthus pollux Fauvel, 1905
- Philonthus ponderosus Tottenham, 1955
- Philonthus poppiusi Bernhauer et Schubert, 1914
- Philonthus populus Last, 1987
- Philonthus porus Tottenham, 1955
- Philonthus potakus Tottenham, 1956
- Philonthus praetor Tottenham, 1949
- Philonthus preangeranus Cameron, 1937
- Philonthus prescottianus Sharp, 1887
- Philonthus pressus Last, 1968
- Philonthus primarius Last, 1987
- Philonthus prismalis Fauvel, 1891
- Philonthus productus Kraatz, 1859
- Philonthus proselytus Herman, 2001
- Philonthus prolatus Sharp, 1874
- Philonthus prolixicornis Sharp, 1885
- Philonthus proportionalis Schubert, 1909
- Philonthus protenus Schubert, 1906
- Philonthus pseudabyssinus Tottenham, 1940
- Philonthus pseudeustilbus Scheerpeltz, 1965
- Philonthus pseudoconvalescens Scheerpeltz, 1965
- Philonthus pseudogeminus Cameron, 1950
- Philonthus pseudojaponicus Bernhauer, 1936
- Philonthus pseudolodes Smetana, 1996
- Philonthus pseudolus Smetana, 1995
- Philonthus pseudonigriceps Tottenham, 1962
- Philonthus pseudosulcatus Cameron, 1942
- Philonthus pseudotardus Cameron, 1950
- Philonthus pseudovarians Strand, 1941
- Philonthus pseudotardus Cameron, 1950
- Philonthus puberulus Horn, 1884
- Philonthus pubes Horn, 1884
- Philonthus pulcher Bernhauer, 1908
- Philonthus pulcherrimus Bernhauer, 1915
- Philonthus pulchricolor Bernhauer, 1923
- Philonthus punctativentris Bernhauer, 1933
- Philonthus puncticeps Cameron, 1926
- Philonthus puncticollis Stephens, 1832
- Philonthus punctifer Nordmann, 1837
- Philonthus punctifrons Cameron, 1926
- Philonthus punctus (Gravenhorst, 1802)
- Philonthus purkynei Smetana, 1963
- Philonthus purpuripennis Reitter, 1887
- Philonthus putridarius Gistel, 1857
- Philonthus pyrenaeus Kiesenwetter, 1850
- Philonthus quadraticeps Boheman, 1858
- Philonthus quadricollis Horn, 1884
- Philonthus quadricolor Fauvel, 1879
- Philonthus quadripunctulus Scheerpeltz, 1974
- Philonthus quadrulus Horn, 1884
- Philonthus quediiformis Cameron, 1932
- Philonthus quediodes Sharp, 1874
- Philonthus quediomimus Bernhauer, 1939
- Philonthus quirinus Smetana, 1995
- Philonthus quisquiliariformis Scheerpeltz, 1958
- Philonthus quisquiliarius (Gyllenhal, 1810)
- Philonthus quisquiliaroides Scheerpeltz, 1974
- Philonthus rabidus Tottenham, 1962
- Philonthus ralumensis Bernhauer, 1915
- Philonthus ramosus Levasseur, 1968
- Philonthus rapaciosus Tottenham, 1949
- Philonthus rauli Scheerpeltz, 1978
- Philonthus rectangulus Sharp, 1874
- Philonthus recticollis Cameron, 1947
- Philonthus rectilaterus Sharp, 1885
- Philonthus rectus Tottenham, 1962
- Philonthus reinecki Schubert, 1902
- Philonthus reitterianus Smetana, 1955
- Philonthus remotus Fauvel, 1895
- Philonthus renominatus Cameron, 1937
- Philonthus repetitus Herman, 2001
- Philonthus rhodesiae Tottenham, 1949
- Philonthus rhodesianus Tottenham, 1949
- Philonthus ridens Tottenham, 1955
- Philonthus ridiculus Blackwelder, 1944
- Philonthus riedeli Bernhauer, 1916
- Philonthus riftensis Fauvel, 1907
- Philonthus riparius Cameron, 1926
- Philonthus rivularis Cameron, 1932
- Philonthus robinsoni Lecoq, 1997
- Philonthus roeri Last, 1992
- Philonthus rollei Bernhauer, 1943
- Philonthus roscius Smetana, 1995
- Philonthus rotundicollis Ménétriés, 1832 – nawozak zielonogłowy
- Philonthus rubricatus Tottenham, 1962
- Philonthus rubricollis Motschulsky, 1858
- Philonthus rubripennis Stephens, 1832
- Philonthus rubromaculatus Blanchard, 1842
- Philonthus rubrovittatus Tottenham, 1949
- Philonthus rudebecki Scheerpeltz, 1974
- Philonthus rudipennis Fauvel, 1907
- Philonthus rudiventris Bernhauer, 1937
- Philonthus rufescens Bernhauer, 1915
- Philonthus ruficauda Bernhauer, 1934
- Philonthus rufimanus Heer, 1839
- Philonthus rufimargo Reitter, 1909
- Philonthus rufipes Stephens, 1832
- Philonthus rufithorax Fauvel, 1878
- Philonthus rufiventris Sharp, 1887
- Philonthus rufocaudus Sharp, 1885
- Philonthus rufoniger Cameron, 1937
- Philonthus rufoplagiatus Solsky, 1868
- Philonthus rufopygus Sharp, 1885
- Philonthus rufulus Horn, 1884
- Philonthus rufus Fauvel, 1898
- Philonthus rugosipennis Chapman, 1939
- Philonthus rugulipennis Tottenham, 1949
- Philonthus rusticus Sharp, 1885
- Philonthus rutiliventris Sharp, 1874
- Philonthus ruweanus Levasseur, 1962
- Philonthus sadales  Smetana, 1995
- Philonthus salinus Kiesenwetter, 1844
- Philonthus sallaei Sharp, 1885
- Philonthus salti Tottenham, 1953
- Philonthus sanamus Tottenham, 1955
- Philonthus sanguineus Fauvel, 1907
- Philonthus sanguinipennis Quedenfeldt, 1882
- Philonthus sanguinithorax Scheerpeltz, 1965
- Philonthus sanguinolentus (Gravenhorst, 1802)
- Philonthus sanguinosus Fauvel, 1889
- Philonthus saphyreus Schillhammer, 2000
- Philonthus sarawakensis Bernhauer, 1915
- Philonthus satanus Cameron, 1942
- Philonthus scansor Gistel, 1857
- Philonthus schaeuffelei Scheerpeltz, 1961
- Philonthus schawalleri Coiffait, 1982
- Philonthus schoutedeni Bernhauer, 1928
- Philonthus schroederi Eichelbaum, 1912
- Philonthus schwarzi Horn, 1884
- Philonthus scintillatus Blackwelder, 1944
- Philonthus scotti Bernhauer, 1931
- Philonthus secus Herman, 2001
- Philonthus segregatus Cameron, 1933
- Philonthus selangorensis Cameron, 1932
- Philonthus semiaenescens Bernhauer, 1920
- Philonthus semialutaceus Bernhauer, 1937
- Philonthus semicupreus Fauvel, 1891
- Philonthus semicyaneus Schubert, 1909
- Philonthus semiruber Horn, 1884
- Philonthus semunciarius Tottenham, 1940
- Philonthus senegalensis Bernhauer, 1937
- Philonthus senium Smetana, 1995
- Philonthus separatus Cameron, 1950
- Philonthus sepilibilis Tottenham, 1949
- Philonthus septentrionum Eppelsheim, 1893
- Philonthus sequens Bernhauer et Schubert, 1914
- Philonthus serenus Herman, 2001
- Philonthus sericans (Gravenhorst, 1802)
- Philonthus sericatus Cameron, 1930
- Philonthus sericeicollis Fauvel, 1878
- Philonthus sericeus Stephens, 1832
- Philonthus sericinus Horn, 1884
- Philonthus serpens Sharp, 1885
- Philonthus serraticornis Sharp, 1876
- Philonthus servilis Cameron, 1932
- Philonthus sessor Smetana, 1965
- Philonthus seticornis Sharp, 1885
- Philonthus sexpunctatus Last, 1968
- Philonthus shangzhiensis J. Li, 1993
- Philonthus sharpi Fauvel, 1879
- Philonthus siculus Gridelli, 1923
- Philonthus silvaticus Cameron, 1922
- Philonthus silvestris Bernhauer, 1929
- Philonthus silvicola Bernhauer, 1912
- Philonthus simonae Levasseur, 1962
- Philonthus simpliciventris Bernhauer, 1933
- Philonthus sinayotus Tottenham, 1962
- Philonthus singgalangensis Cameron, 1933
- Philonthus singhalensis Cameron, 1932
- Philonthus sinus Last, 1968
- Philonthus sithanus Tottenham, 1962
- Philonthus siwalikensis Cameron, 1926
- Philonthus smaragdinus Tottenham, 1949
- Philonthus smetanai Schillhammer, 2003
- Philonthus socius Cameron, 1937
- Philonthus solidus Sharp, 1874
- Philonthus somaliensis Eppelsheim, 1895
- Philonthus sordidioides Scheerpeltz, 1962
- Philonthus sosis Tottenham, 1953
- Philonthus sospitalis Gistel, 1857
- Philonthus spadiceus Sharp, 1889
- Philonthus sparsipennis Cameron, 1933
- Philonthus specialis Cameron, 1937
- Philonthus speciosus Cameron, 1926
- Philonthus specularis Fauvel, 1878
- Philonthus speculicollis Schubert, 1909
- Philonthus speculipennis Bernhauer, 1921
- Philonthus speculum Lokay, 1919
- Philonthus sphagnorum Smetana, 1995
- Philonthus spiniformis Hatch, 1957
- Philonthus spinipes Sharp, 1874
- Philonthus splendens (Fabricius, 1793)
- Philonthus squalidus Fauvel, 1879
- Philonthus staudingeri Bernhauer, 1928
- Philonthus steineri Lecoq, 1998
- Philonthus stenocephalus Scheerpeltz, 1972
- Philonthus stercorosus Tottenham, 1962
- Philonthus stictus Hausen, 1891
- Philonthus stiphrogaster Cameron, 1937
- Philonthus stolzmanni Bernhauer, 1916
- Philonthus straatmani Last, 1987
- Philonthus stragulatus Erichson, 1840
- Philonthus strandi Smetana, 1959
- Philonthus stygialis Sharp, 1885
- Philonthus stysi Hromádka, 1987
- Philonthus suavus Brisout de Barneville, 1867
- Philonthus subaeneicollis Bernhauer, 1931
- Philonthus subaeneipennis Bernhauer, 1916
- Philonthus subcingulatus W.J. MacLeay, 1873
- Philonthus subdecorus Cameron, 1950
- Philonthus subfoetidus Coiffait, 1983
- Philonthus subjectus Cameron, 1932
- Philonthus sublaevipennis Bernhauer, 1903
- Philonthus sublaevis Bernhauer, 1915
- Philonthus sublucanus Herman, 2001
- Philonthus submicans Last, 1961
- Philonthus subnitens Poppius, 1909
- Philonthus subnivalis Gistel, 1857
- Philonthus subrufus Last, 1968
- Philonthus subtilepunctatus Scheerpeltz, 1965
- Philonthus subtilicornis Bernhauer, 1932
- Philonthus subvarians Sawada, 1965
- Philonthus subvirescens C.G.Thomson, 1884
- Philonthus succicola Thomson, 1860 – nawozak czarnogłowy
- Philonthus succinctus Guérin-Méneville, 1844
- Philonthus sulcatus Cameron, 1918
- Philonthus sumatrensis Cameron, 1933
- Philonthus sumbaensis Scheerpeltz, 1957
- Philonthus supernus Herman, 2001
- Philonthus suspectus Erichson, 1840
- Philonthus suspiciosus Cameron, 1932
- Philonthus suspiritus Last, 1987
- Philonthus sutteri Scheerpeltz, 1957
- Philonthus suturorubineous Pajni et Kohli, 1977
- Philonthus sylvicola Cameron, 1949
- Philonthus tabius Tottenham, 1955
- Philonthus tachiniformis Say, 1830
- Philonthus tachyoryctidis Jeannel et Paulian, 1945
- Philonthus tahitiensis Coiffait, 1977
- Philonthus taiwanensis Shibata, 1993
- Philonthus takaiensis Last, 1968
- Philonthus tamulus Cameron, 1932
- Philonthus tandalensis Bernhauer, 1939
- Philonthus tangamanus Tottenham, 1962
- Philonthus tardus Kraatz
- Philonthus tarsalis Smetana, 1963
- Philonthus taterae Scheerpeltz, 1951
- Philonthus taunggyiensis Scheerpeltz, 1965
- Philonthus temporalis Mulsant & Rey, 1853
- Philonthus tenebrosus Boheman, 1858
- Philonthus tenellicornis Scheerpeltz, 1978
- Philonthus tenuemicans Scheerpeltz, 1965
- Philonthus tenuepunctatus Scheerpeltz, 1965
- Philonthus tenuicornis Mulsant & Rey, 1853
- Philonthus tenuimarginatus Scheerpeltz, 1960
- Philonthus tergomaculatus Lecoq, 1997
- Philonthus terminipennis Tottenham, 1939
- Philonthus testaceipennis Erichson, 1840
- Philonthus testaceocinctus Bernhauer, 1915
- Philonthus testudo Smetana, 1995
- Philonthus tetramerus Fauvel, 1878
- Philonthus tetricus Bernhauer, 1933
- Philonthus thailandicus Cameron, 1946
- Philonthus theveneti Horn, 1884
- Philonthus thoracicus Gravenhorst, 1802
- Philonthus tienmuschanensis Bernhauer, 1939
- Philonthus tilakholensis Coiffait, 1982
- Philonthus tillius Smetana, 1995
- Philonthus timorensis Scheerpeltz, 1978
- Philonthus titschacki Bernhauer, 1941
- Philonthus tomicus Tottenham, 1962
- Philonthus tottenhami Last, 1953
- Philonthus toxopeanus Cameron, 1952
- Philonthus toxopei Cameron, 1937
- Philonthus tractatoides Schillhammer, 2000
- Philonthus tractatus Eppelsheim, 1895
- Philonthus transbaicalia Hochhuth, 185
- Philonthus trapeziceps Scheerpeltz, 1960
- Philonthus trepidus Erichson, 1840
- Philonthus triangulum Horn, 1884
- Philonthus tricoloris Schubert, 1908
- Philonthus trilobatus Tottenham, 1949
- Philonthus trinitatis Blackwelder, 1943
- Philonthus tristichus Cameron, 1929
- Philonthus tristipennis Bernhauer, 1941
- Philonthus trochanterinus Sharp, 1885
- Philonthus trochilus Solsky, 1872
- Philonthus trunculus Herman, 2001
- Philonthus truquii Peyron, 1858
- Philonthus tucumanensis Bernhauer, 1927
- Philonthus tukchensis Coiffait, 1982
- Philonthus tumulinus Tottenham, 1955
- Philonthus turbatus Erichson, 1840
- Philonthus turbidus Erichson, 1839
- Philonthus turbo Smetana, 1995
- Philonthus ubadilius Tottenham, 1956
- Philonthus uelensis Bernhauer, 1928
- Philonthus ugandae Bernhauer, 1937
- Philonthus ullrichi Last, 1989
- Philonthus umboiensis Last, 1987
- Philonthus umbratilis (Gravenhorst, 1802)
- Philonthus umbratus Sharp, 1885
- Philonthus umbrinoides Smetana, 1995
- Philonthus umbrinus (Gravenhorst, 1802)
- Philonthus unguicularis Tottenham, 1949
- Philonthus uniformis Cameron, 1937
- Philonthus upuzius Tottenham, 1962
- Philonthus usagarae Bernhauer, 1937
- Philonthus usambaricus Bernhauer, 1937
- Philonthus ustulatus Fauvel, 1875
- Philonthus ustus Fauvel, 1907
- Philonthus vadoni Lecoq, 1997
- Philonthus vagepunctatus Schubert, 1909
- Philonthus vagus Fauvel, 1895
- Philonthus validus Casey, 1915
- Philonthus vanhoofi Bernhauer, 1935
- Philonthus variabilis Eppelsheim, 1892
- Philonthus varians (Paykull, 1789)
- Philonthus variipennis Kraatz, 1859
- Philonthus varipes Mulsant et Rey, 1861
- Philonthus varro Smetana, 1995
- Philonthus vegetus Last, 1968
- Philonthus velatipennis Solsky, 1870
- Philonthus ventralis Grav.
- Philonthus veronikae Hromádka, 1992
- Philonthus verticalis Tottenham, 1956
- Philonthus vertumnus Herman, 2001
- Philonthus vestigator Tottenham, 1955
- Philonthus vesubiensis Coiffait, 1967
- Philonthus veteratorius Broun, 1880
- Philonthus victoriensis Lea, 1925
- Philonthus viettei Jarrige, 1970
- Philonthus villiersi Bernhauer, 1942
- Philonthus violaceus Fauvel, 1878
- Philonthus virgatus Sharp, 1889
- Philonthus virgo (Gravenhorst, 1802)
- Philonthus viridiniger Bernhauer, 1916
- Philonthus viridipennis Fauvel, 1875
- Philonthus viridovix Smetana, 1995
- Philonthus vittiger Fauvel, 1907
- Philonthus vividus Cameron, 1931
- Philonthus volvulus Bernhauer, 1932
- Philonthus vulgatus Casey, 1915
- Philonthus waterhousei Cameron, 1922
- Philonthus weiseri Bernhauer, 1921
- Philonthus weiserianus Bernhauer, 1921
- Philonthus whymperi Sharp, 1891
- Philonthus witteanus Cameron, 1950
- Philonthus wittei Bernhauer, 1932
- Philonthus wittmeri Coiffait, 1977
- Philonthus wollastoni Scheerpeltz, 1933
- Philonthus wuesthoffi Bernhauer, 1939
- Philonthus xanthoraphis Eppelsheim, 1895
- Philonthus yakimae Hatch, 1957
- Philonthus yemenicus Coiffait, 1981
- Philonthus yokohamus R. Dvorák, 1958
- Philonthus zaidius Tottenham, 1962
- Philonthus zhangi J. Li, 1993
- Philonthus zhuk Gusarov, 1995
- Philonthus ziloanus Levasseur, 1962
- Philonthus zunilensis Sharp, 1885